# Schloss Hornhausen

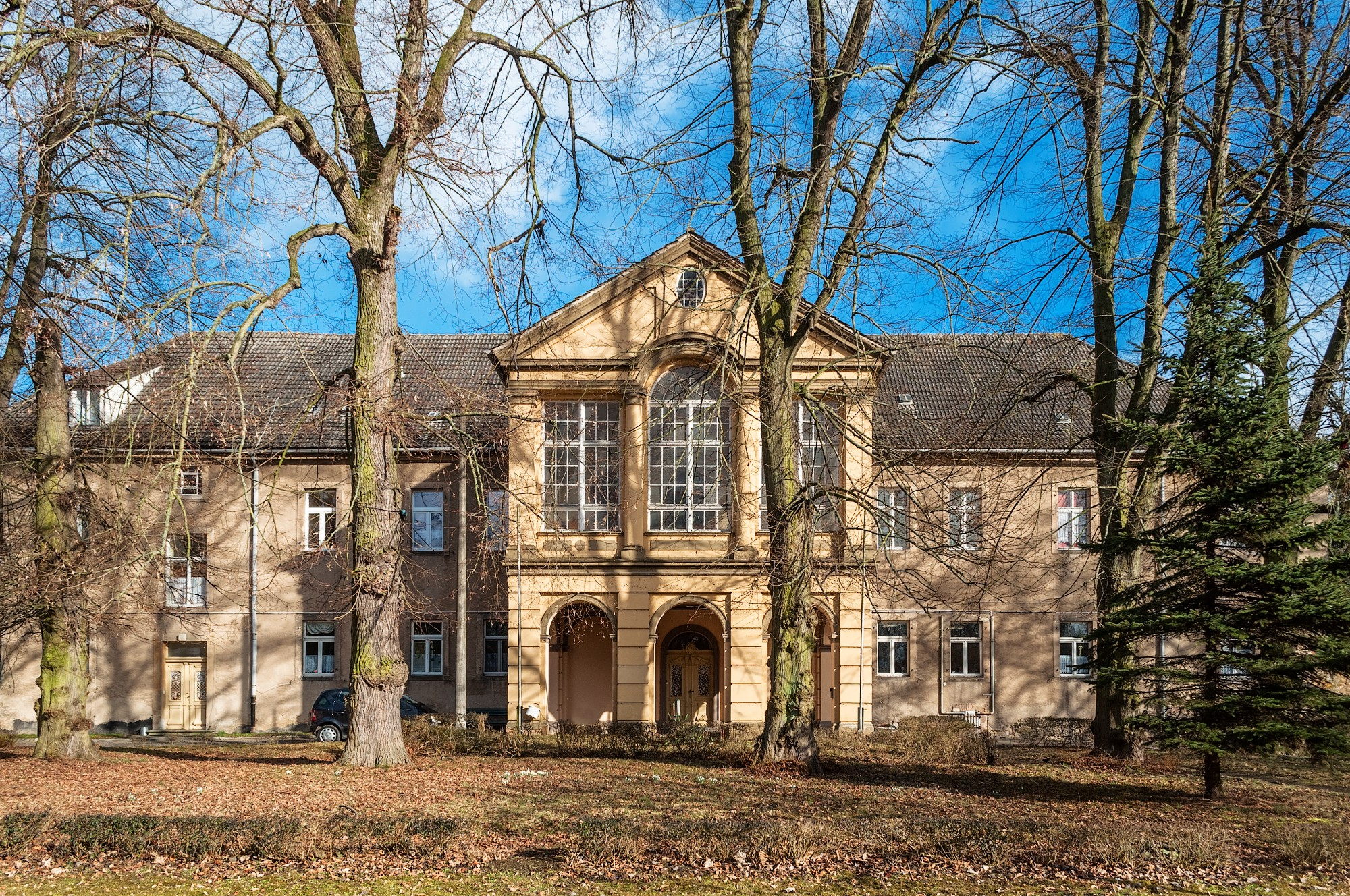

Das Schloss Hornhausen ist ein denkmalgeschütztes Bauwerk in Hornhausen, einem Ortsteil der Stadt Oschersleben im Landkreis Börde in Sachsen-Anhalt. Im örtlichen Denkmalverzeichnis ist das Schloss unter der Erfassungsnummer 094 56324 als Baudenkmal verzeichnet.

## Geschichte
Das Schloss war der Stammsitz derer von Hornhausen und entstand aus einer Wasserburg. Das heutige Gebäude auf dem Burgplatz entstand 1666 und wechselte mehrfach den Besitzer. Der Schlosspark entstand 1767 und wurde im Auftrag von Wilhelm von der Schulenburg angelegt. In der zweiten Hälfte des 19. Jahrhunderts wurde das Gebäude durch einen Anbau erweitert. Um 1900 erweiterte man den Schlosspark auf eine Fläche von 1,2 ha. Die Schlossanlage wurde nach dem Ende des Zweiten Weltkriegs zu einem Kreisfeierabendheim und war von 1991 bis 2015 ein Pflegeheim des Deutschen Roten Kreuzes. Seit 2019 befindet sich das Schloss im Privatbesitz.
Das Schloss ist ein schlichter zweigeschossiger Rechteckbau, der von einem zum Teil gemauerten und gefluteten Graben umgeben ist. Das Eingangsportal im Renaissancestil mit dem Wappen des Erbauerehepaares gilt als besonderes Schmuckelement der Anlage.

## Lage
Das Schloss befindet sich am nordöstlichen Ortsrand, unter der Adresse Am Park 2. Der dazu gehörige Schlosspark befindet sich nordwestlich bis nordöstlich des Schlosses. Durch die Parkanlage fließt der Goldbach von Norden her kommend Richtung Süden, der über den Fillergraben und den Grossen Graben in der Bode mündet.